# المنظمة الدولية للمقاييس 7010
المنظمة الدولية للمقاييس الحاصلة على ISO 7010 هي منظمة للمعيار الفني للرموز الرسومية بلافتات خطر وتحذير منها اللافتات التي تدل على مخارج الطوارئ والسلامة. تستخدم هذه المنظمة ألوان ومجموعة مبادئ في ISO 3864 لهذه الرموز، وتهدف إلي تزويد معلومات السلامة التي تعتمد بنسبة قليلة على استخدام الكلمات من أجل الفهم. هذه المنظمة تتميز عن النظام العالمي بالتناغم وتصنيف وتحديد المواد الكيميائية المحددة من قبل الأمم المتحدة ووضع معايير لها من أجل تصنيف وتحديد المواد الخطرة ووضع العلامات.
إن آخر إصدار من هذه الرموز كان في يوليو 2018، وهذا الإصدار حاليًا تحت المراجعة على أمل استبدلها بـISO/DIS7010 والتي تتضمن أيضًا لافتات سلامة الماء وإعلام سلامة الشواطئ التي تم تحديدها من قبل منظمة القياس العالمية.

## شكل ولون أنواع العلامات
تحدد المواصفات القياسية خمس من المجموعات من الشكل واللون للتمييز بين نوع المعلومات المقدمة.
| مثال                         | الشكل                  | اللون (حسب ISO 7010) | المعنى                 | نوع الرمز                |
| ---------------------------- | ---------------------- | -------------------- | ---------------------- | ------------------------ |
| لا يوجد لهب مفتوح            | دائرية مع خط الحظر     | حمراء اللون          | الحظر                  | علامة الحظر              |
| ارتداء حماية الأذن           | دائرية الشكل           | زرقاء اللون          | الزم                   | علامة إلزامية            |
| مواد متفجرة                  | مثلثة الشكل            | صفراء اللون          | تحذير من الخطر         | علامة التحذير            |
| نقطة التجمع في حالات الطوارئ | مربعة أو مستطيلة الشكل | خضراء اللون          | معدات السلامة والمخارج | علامة حالة آمنة          |
| طفاية حريق                   | مربعة الشكل            | حمراء اللون          | الحماية من الحرائق     | علامة السلامة من الحرائق |

## قائمة رموز منظمة المعيار العالمي ISO 7010
هذه هي الأرقام والعناوين الرسمية لعلامات السلامة.

### حالة آمنة

E001.مخرج الطوارئ (يسار)
E002.مخرج الطوارئ (يمين)
E003.الإسعافات الأولية
E004.هاتف الطوارئ
E005.اتجاه السهم (90 درجة)
E006.اتجاه السهم (45 درجة)
E007.نقطة التجمع بعد الإخلاء
E008.اكسر للوصول
E009.الطبيب
E010.جهاز إزالة الرجفان الخارجي الآلي للقلب
E011.محطة غسل العين
E012.دش السلامة
E013.نقالة
E016. نافذة الطوارئ مع سلم الهروب
E017.نافذة الإنقاذ
E018.أدر عكس اتجاه عقارب الساعة لفتح
E019.أدر في اتجاه عقارب الساعة لفتح

### الحماية من الحرائق

F001 - طفاية حريق
F002 - بكرة خرطوم الحريق
F003 - سلم النار
F004 - مجموعة من معدات مكافحة الحرائق
F005 - نقطة نداء إنذار الحريق
F006 - هاتف الطوارئ في الحريق

### إلزامي

M001 - علامة العمل الإلزامي العام
M002 - راجع دليل التعليمات/الكتيب
M003 - ارتداء حماية الأذن
M004 - ارتداء حماية العين
M005 - قم بتوصيل طرف أرضي بالأرض
M006 - افصل قابس التيار الكهربائي عن مأخذ التيار الكهربائي
M007 - يجب ارتداء حماية العين المعتمة
M008 - ارتداء حماية القدم
M009 - ارتداء قفازات واقية
M010 - ارتداء ملابس واقية
M011 - اغسل يديك
M012 - استخدام الدرابزين
M013 - ارتداء درع الوجه
M014 - ارتداء حماية الرأس
M015 - ارتداء ملابس عالية الوضوح
M016 - ارتداء قناع
M017 - ارتداء حماية الجهاز التنفسي
M018 - ارتداء حزام الأمان
M019 - ارتداء قناع لحام
M020 - ارتداء أحزمة الأمان
M021 - افصل قبل إجراء الصيانة أو الإصلاح
M022 - استخدام كريم الحاجز
M023 - استخدم جسر المشاة
M024 - استخدم هذا الممشى
M025 - حماية عيون الأطفال الرضع مع حماية العين مبهمة
M026 - استخدام ساحة واقية

### الحظر

P001 - علامة الحظر العامة
P002 - ممنوع التدخين
P003 - لا يوجد لهب مفتوح
P004 - لا يوجد طريق
P005 - عدم شرب الماء
P006 - لا يمكن الوصول إلى شاحنات الرافعات الشوكية والمركبات الصناعية
P007 - لا يمكن الوصول للأشخاص الذين لديهم أجهزة قلبية مزروعة نشطة
P008 - ممنوع حمل أشياء معدنية
P010 - لا تلمس
P011 - لا تنطفئ بالماء
P012 - لا حمولة ثقيلة
P013 - لا يوجد هاتف محمول نشط
P014 - لا يمكن الوصول إلى الأشخاص الذين لديهم غرسات معدنية
P015 - عدم الوصول
P017 - لا تدفع
P018 - لا يجلس
P019 - لا يخطو على السطح
P020 - لا تستخدم المصعد في حالة نشوب حريق
P021 - ممنوع الكلاب
P022 - لا يأكل أو يشرب
P023 - لا تعرقل
P024 - لا تمشي أو تقف هنا
P025 - لا تستخدم هذه السقالة غير المكتملة
P026 - لا تستخدم هذا الجهاز في حوض الاستحمام أو الدش أو الخزان المملوء بالماء
P027 - لا تستخدم هذا المصعد للأشخاص
P028 - لا ترتدي القفازات
P029 - لا التصوير الفوتوغرافي
P030 - لا تربط العقدة في الحبل
P031 - لا تغير حالة التبديل
P032 - لا تستخدم لطحن الوجه
P033 - لا تستخدم للطحن الرطب
P034 - لا تستخدم مع المطحنة اليدوية

### تحذير

W001 - علامة تحذير عامة
W002 - مواد متفجرة
W003 - المواد المشعة أو الإشعاعات المؤينة
W004 - شعاع الليزر
W005 - الإشعاعات غير المؤينة
W006 - المجال المغناطيسي
W007 - عقبة مستوى الطابق
W008 - خطر السقوط أو السقوط
W009 - الخطر البيولوجي
W010 - درجة حرارة منخفضة المخاطر
W011 - سطح زلق
W012 - خطر الكهرباء
W013 - كلب الحراسة
W014 - رافعة شوكية ومركبات صناعية أخرى
W015 - الحمل العلوي أو المعلق
W016 - المواد السامة
W017 - سطح ساخن
W018 - بدء التشغيل التلقائي
W019 - التكسير عن طريق تحريك الأجزاء
W020 - عقبة علوية
W021 - المواد القابلة للاشتعال
W022 - عنصر حاد
W023 - مادة قابلة للتآكل
W024 - سحق اليدين
W025 - بكرات دوارة مضادة
W026 - شحن البطارية
W027 - الإشعاع البصري
W028 - مادة مؤكسدة
W029 - الاسطوانة المضغوطة
W035 - الأجزاء المتساقطة
W039 - السقوط المسامير الجليد

## روابط خارجية
ISO 7010: 2011 الرموز الرسومية والالوان والعلامات السلامة - المسجلة